# 1. Tennis-Bundesliga (Herren 30) 2013
Die 1. Tennis-Bundesliga der Herren 30 wurde 2013 zum zehnten Mal ausgetragen.
Im Zeitraum vom 18. Mai bis zum 20. Juli 2013 kämpften sieben Teams um die Tennis-Meisterschaft im Herren 30.

## Spieltage und Mannschaften
| Spieltage                                  | Spieltage                     |
| ------------------------------------------ | ----------------------------- |
| 1. Spieltag: So., 26. Mai 2013, 11:00 Uhr  |                               |
| 2. Spieltag: So., 9. Juni 2013, 11:00 Uhr  |                               |
| 3. Spieltag: Sa., 22. Juni 2013, 13:00 Uhr | So., 23. Juni 2013, 11:00 Uhr |
| 4. Spieltag: So., 30. Juni 2013, 11:00 Uhr |                               |
| 5. Spieltag: Sa., 6. Juli 2013, 11:00 Uhr  | So., 7. Juli 2013, 11:00 Uhr  |
| 6. Spieltag: Sa., 13. Juli 2013, 13:00 Uhr | So., 14. Juli 2013, 11:00 Uhr |
| 7. Spieltag: Sa., 20. Juli 2013, 13:00 Uhr |                               |

| Mannschaften                |
| --------------------------- |
| Kölner THC Stadion Rot-Weiß |
| Oelder TC BW                |
| TB Erlangen                 |
| TC Bruckmühl-Feldkirchen    |
| TC Parkhaus Wanne-Eickel    |
| TC Raadt                    |
| TC Rotenbühl                |

## Abschlusstabelle
|    | Mannschaft                  | Begegnungen | Punkte | Matches | Sätze | Spiele  |
| -- | --------------------------- | ----------- | ------ | ------- | ----- | ------- |
| 1. | Oelder TC BW                | 6           | 12:0   | 40:14   | 86:35 | 579:383 |
| 2. | TC Raadt                    | 6           | 10:2   | 46:8    | 95:23 | 599:302 |
| 3. | TC Parkhaus Wanne-Eickel    | 6           | 8:4    | 30:24   | 64:54 | 499:490 |
| 4. | TB Erlangen                 | 6           | 6:6    | 25:29   | 54:62 | 440:467 |
| 5. | TC Bruckmühl-Feldkirchen    | 6           | 4:8    | 23:31   | 53:67 | 41:478  |
| 6. | Kölner THC Stadion Rot-Weiß | 6           | 2:10   | 14:40   | 32:82 | 311:548 |
| 7. | TC Rotenbühl                | 6           | 0:12   | 11:43   | 28:89 | 364:575 |

|  | Deutscher Meister (Herren 30): Oelder TC BW |

## Mannschaftskader
| Pos. | Name              |
| ---- | ----------------- |
| 1    | Roberto Menéndez  |
| 2    | Giuseppe Menga    |
| 3    | Andrea Stoppini   |
| 4    | Carsten Arriens   |
| 5    | Ralph Grambow     |
| 6    | Anish Pulickal    |
| 7    | Ron Röhrig        |
| 8    | Lukas Wolff       |
| 9    | Thomas Olschewski |
| 10   | Nikolas Hrankovic |
| 11   | Oliver Bartsch    |
| 12   | Holger Dimster    |
| 13   | Stephan Frings    |
| 14   | Ramon Winkens     |
| 15   |                   |
| 16   |                   |

| Pos. | Name              |
| ---- | ----------------- |
| 1    | Marco Chiudinelli |
| 2    | Matwé Middelkoop  |
| 3    | Stefan Koubek     |
| 4    | Christophe Rochus |
| 5    | Dominik Hrbatý    |
| 6    | Max Raditschnigg  |
| 7    | Jordi Marsé Vidri |
| 8    | Didac Pérez       |
| 9    | Hendrik Dreekmann |
| 10   | David Škoch       |
| 11   | Sebastian Zeisel  |
| 12   | Christian Miele   |
| 13   | Christian Heerig  |
| 14   | Markus Bannert    |
| 15   |                   |
| 16   |                   |

| Pos. | Name               |
| ---- | ------------------ |
| 1    | Bohdan Ulihrach    |
| 2    | Robin Vik          |
| 3    | Radim Žitko        |
| 4    | Richard Drazny     |
| 5    | Daniel Dolbea      |
| 6    | Peter Svabik       |
| 7    | Davide Gregianin   |
| 8    | Lukas Vojtechovsky |
| 9    | Martin Allinger    |
| 10   | Igor Branisa       |
| 11   | Helge Capell       |
| 12   | Christian Wust     |
| 13   | Jörg Wölfel        |
| 14   | Bernd Erhardt      |
| 15   |                    |
| 16   |                    |

| Pos. | Name                 |
| ---- | -------------------- |
| 1    | Nicolás Massú        |
| 2    | Martin Slanar        |
| 3    | Benedikt Dorsch      |
| 4    | Stefan Wauters       |
| 5    | Ivo Heuberger        |
| 6    | Ingo Neumüller       |
| 7    | Philipp Müllner      |
| 8    | Peter Aigner         |
| 9    | Johann Fischhaber    |
| 10   | Björn Krenzer        |
| 11   | Peter Thelen         |
| 12   | Jerney Karner        |
| 13   | Thomas Fröhlich      |
| 14   | Martin Poschenrieder |
| 15   |                      |
| 16   |                      |

| Pos. | Name                |
| ---- | ------------------- |
| 1    | Gorka Fraile        |
| 2    | Ferran Ventura      |
| 3    | Benjamin Kohllöffel |
| 4    | Mariusz Zielinski   |
| 5    | Tobias Siechau      |
| 6    | Jan Unger           |
| 7    | Michael Hörsch      |
| 8    | Frank Ehlert        |
| 9    | Kai Becker          |
| 10   | Rodolfo Noriega     |
| 11   | Michael Parzy       |
| 12   | Olaf Grandt         |
| 13   | Johannes Schneider  |
| 14   | Niels Polenz        |
| 15   |                     |
| 16   |                     |

| Pos. | Name               |
| ---- | ------------------ |
| 1    | Stefano Galvani    |
| 2    | André Ghem         |
| 3    | Kristian Pless     |
| 4    | Cătălin-Ionuț Gârd |
| 5    | Carlos Poch Gradin |
| 6    | Stefano Ianni      |
| 7    | Giulio Di Meo      |
| 8    | Johan Örtegren     |
| 9    | Kalle Flyght       |
| 10   | Nikos Rovas        |
| 11   | Darek Nowicki      |
| 12   |                    |
| 13   |                    |
| 14   |                    |
| 15   |                    |
| 16   |                    |

| Pos. | Name             |
| ---- | ---------------- |
| 1    | Hervé Karcher    |
| 2    | Emanuel Greff    |
| 3    | Andreas Spaniol  |
| 4    | Brice Battistini |
| 5    | Arnaud Agniel    |
| 6    | Björn Behles     |
| 7    | Mirco Schwindt   |
| 8    | Nejc Smole       |
| 9    | Marc Harenberg   |
| 10   | Heiner Schmidt   |
| 11   | Christian Bely   |
| 12   | Christian Krämer |
| 13   | Torsten Klein    |
| 14   | Bernhard Köllner |
| 15   |                  |
| 16   |                  |

## Ergebnisse
Spielfreie Begegnungen werden nicht gelistet
| Datum/Uhrzeit      | Heimmannschaft              | Gastmannschaft              | Matches | Sätze | Spiele |
| ------------------ | --------------------------- | --------------------------- | ------- | ----- | ------ |
| So. 26. Mai 11:00  | Oelder TC BW 1              | TC Parkhaus Wanne-Eickel 1  | 5:4     | 13:10 | 99:81  |
| So. 26. Mai 11:00  | TB Erlangen                 | TC Bruckmühl-Feldkirchen    | 7:2     | 14:5  | 91:62  |
| So. 26. Mai 11:00  | Kölner THC Stadion Rot-Weiß | Rotenbühl 1                 | 5:4     | 11:9  | 89:78  |
| So. 9. Juni 11:00  | TC Rotenbühl 1              | TC Bruckmühl-Feldkirchen    | 1:8     | 3:17  | 52:101 |
| So. 9. Juni 11:00  | TC Raadt Mülheim            | TB Erlangen                 | 8:1     | 16:5  | 99:70  |
| So. 9. Juni 11:00  | Kölner THC Stadion Rot-Weiß | TC Parkhaus Wanne-Eickel 1  | 4:5     | 8:11  | 80:88  |
| Sa. 22. Juni 13:00 | TC Parkhaus Wanne-Eickel 1  | TC Raadt Mülheim            | 0:9     | 0:18  | 37:109 |
| So. 23. Juni 11:00 | TB Erlangen                 | TC Rotenbühl 1              | 6:3     | 12:8  | 77:81  |
| So. 23. Juni 11:00 | TC Bruckmühl-Feldkirchen    | Oelder TC BW 1              | 1:8     | 4:16  | 58:95  |
| So. 30. Juni 11:00 | Oelder TC BW 1              | TB Erlangen                 | 6:3     | 13:7  | 91:74  |
| So. 30. Juni 11:00 | TC Rotenbühl 1              | TC Parkhaus Wanne-Eickel 1  | 2:7     | 5:4   | 71:96  |
| So. 30. Juni 11:00 | TC Raadt Mülheim            | Kölner THC Stadion Rot-Weiß | 9:0     | 18:0  | 108:19 |
| Sa. 6. Juli 11:00  | TC Parkhaus Wanne-Eickel 1  | TC Bruckmühl-Feldkirchen    | 6:3     | 13:8  | 99:91  |
| So. 7. Juli 11:00  | TC Raadt Mülheim            | TC Rotenbühl 1              | 8:1     | 17:3  | 102:39 |
| So. 7. Juli 11:00  | Kölner THC Stadion Rot-Weiß | Oelder TC BW 1              | 2:7     | 5:14  | 50:95  |
| Sa. 13. Juli 13:00 | TC Bruckmühl-Feldkirchen    | TC Raadt Mülheim            | 1:8     | 3:17  | 48:104 |
| So. 14. Juli 11:00 | TB Erlangen                 | Kölner THC Stadion Rot-Weiß | 7:2     | 14:4  | 88:36  |
| So. 14. Juli 11:00 | TC Rotenbühl 1              | Oelder TC BW 1              | 0:9     | 0:18  | 43:110 |
| Sa. 20. Juli 13:00 | TC Parkhaus Wanne-Eickel 1  | TB Erlangen                 | 8:1     | 16:2  | 98:40  |
| Sa. 20. Juli 13:00 | Oelder TC BW 1              | TC Raadt Mülheim            | 5:4     | 12:9  | 89:77  |
| Sa. 20. Juli 13:00 | TC Bruckmühl-Feldkirchen    | Kölner THC Stadion Rot-Weiß | 8:1     | 16:4  | 91:37  |